# Weingarten (Rhénanie-Palatinat)
Pour les articles homonymes, voir Weingarten.
Weingarten (Pfalz) est une municipalité de la Verbandsgemeinde Lingenfeld, dans l'arrondissement de Germersheim, en Rhénanie-Palatinat, dans l'ouest de l'Allemagne.

## Références

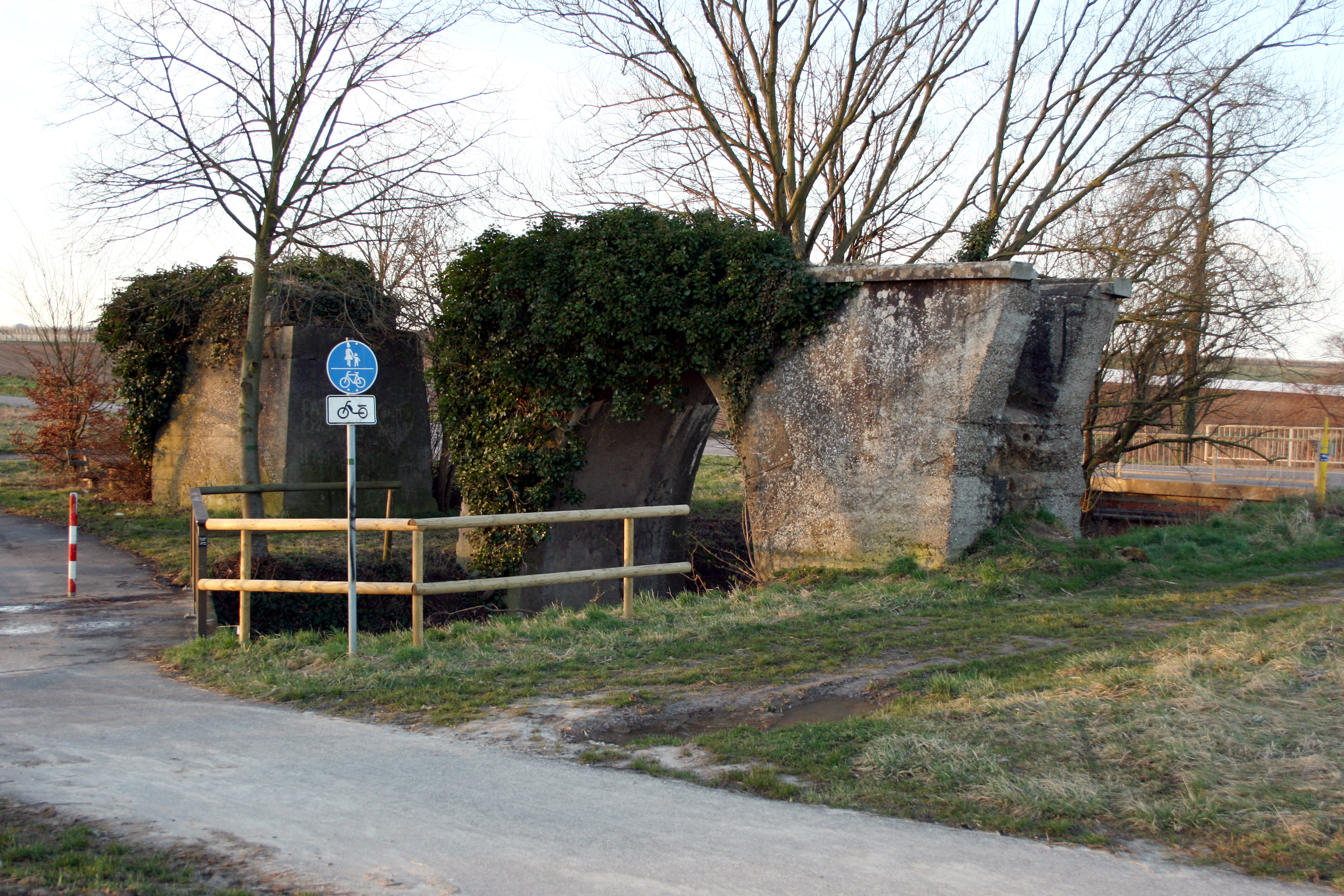
Vestige d'un viaduc à Weingarten

Localisation de Weingarten dans la Verbandsgemeide et dans l'arrondissement

## Jumelage
Vieillevigne, Loire-Atlantique, Pays de la Loire, France